# Javorje pri Blagovici
Javorje pri Blagovici este o localitate din comuna Lukovica, Slovenia, cu o populație de 22 de locuitori.